# Manifesto of Arch Enemy
Manifesto of Arch Enemy  este al optulea album al trupei suedeze de death metal melodic Arch Enemy și, în același timp, primul album compilație Greatest Hits al trupei. Cuprinde 10 piese, incluzând opt piese înregistrate în studio și două piese în concert: "Blood On Your Hands" și "Taking Back My Soul". Toate cele zece piese sunt înregistrate cu vocalista Angela Gossow.
Site-ul Wickedrock a acordat albumului nota 7/10.

## Lista pieselor de pe album
1. "Nemesis" - 04:12
2. "We Will Rise" - 04:07
3. "Revolution Begins" - 04:11
4. "Ravenous" - 04:06
5. "Blood On Your Hands" (Live) - 05:27
6. "My Apocalypse" - 05:26
7. "Dead Eyes See No Future" - 04:14
8. "Burning Angel" - 04:17
9. "I Will Live Again" - 03:32
10. "Taking Back My Soul" (Live) - 05:16

Piesele au fost preluate de pe următoarele albume:
- Piesele 1 și 6 - de pe "Doomsday Machine" (2005)
- Piesele 2 și 7 - de pe "Anthems Of Rebellion" (2003)
- Piesele 3 și 9 - de pe "Rise of the Tyrant" (2007)
- Piesele 4 și 8 - de pe "Wages of Sin" (2001)
- Piesele 5 și 10 - de pe "Tyrants of the Rising Sun - Live in Japan" (2008)

## Componența trupei
- Angela Gossow - Voce
- Michael Amott - Chitară
- Christopher Amott - Chitară
- Sharlee D'Angelo − Bas
- Daniel Erlandsson − Tobe

## Producția albumului
- Andy Sneap − Mixări audio și masterizare